# Толстоусы (род)
Толстоусы (лат. Noterus) — род водных хищных жуков из семейства нырялки. Встречаются на территории Палеарктики (включая Европу), на Ближнем Востоке и в Северной Африке. Включает следующие виды:
- Noterus angustulus Zaitzev, 1953
- Noterus clavicornis (De Geer, 1774)
- Обыкновенный толстоус[3] (Noterus crassicornis) (O.F.Müller, 1776)
- Noterus granulatus Régimbart, 1883
- Noterus japonicus Sharp, 1873
- Noterus laevis Sturm, 1834
- Noterus ponticus Sharp, 1882